# 북위 22도
북위 22도는 적도로부터 북쪽으로 22도 떨어진 위선이다. 아프리카, 아시아, 인도양, 태평양, 북아메리카, 카리브해, 대서양을 지난다. 
이 위도에서의 일조시간은 하지일 때 13시간 29분, 동지일 때 10시간 47분이다. 북위 22도선을 기준으로 이집트와 수단의 국경선이 형성되었다.

## 지나가는 지역

북위 22도선을 기준으로 이집트와 수단의 국경선이 획정되었다.

북위 22도선은 본초 자오선에서 동쪽 방향으로 다음 지역들을 지나간다.
| 좌표                                                    | 국가·지역·해역                                                                 | 비고                                                                              |
| ------------------------------------------------------- | ------------------------------------------------------------------------------ | --------------------------------------------------------------------------------- |
| 북위 22° 0′ 동경 0° 0′  / 북위 22.000° 동경 0.000°      | 알제리                                                                         |                                                                                   |
| 북위 22° 0′ 동경 9° 21′  / 북위 22.000° 동경 9.350°     | 니제르                                                                         |                                                                                   |
| 북위 22° 0′ 동경 15° 11′  / 북위 22.000° 동경 15.183°   | 차드                                                                           |                                                                                   |
| 북위 22° 0′ 동경 19° 4′  / 북위 22.000° 동경 19.067°    | [[파일:{{{국기그림-과도정부}}}\|22x20px\|border \|리비아\|링크=리비아]] 리비아 |                                                                                   |
| 북위 22° 0′ 동경 25° 0′  / 북위 22.000° 동경 25.000°    | 이집트와 수단 의 국경                                                          |                                                                                   |
| 북위 22° 0′ 동경 31° 19′  / 북위 22.000° 동경 31.317°   | 수단                                                                           |                                                                                   |
| 북위 22° 0′ 동경 31° 24′  / 북위 22.000° 동경 31.400°   | 이집트와 수단의 국경                                                           |                                                                                   |
| 북위 22° 0′ 동경 33° 10′  / 북위 22.000° 동경 33.167°   | 이집트-비르 타윌의 경계                                                        | 비르 타윌은 어느 나라도 영유권을 주장하지 않는 곳이다.                            |
| 북위 22° 0′ 동경 34° 5′  / 북위 22.000° 동경 34.083°    | 할라입 트라이앵글 - 수단의 경계                                                | 할라입 트라이앵글 (이집트와 수단이 영유권을 주장)                                 |
| 북위 22° 0′ 동경 36° 52′  / 북위 22.000° 동경 36.867°   | 홍해                                                                           |                                                                                   |
| 북위 22° 0′ 동경 38° 56′  / 북위 22.000° 동경 38.933°   | 사우디아라비아                                                                 |                                                                                   |
| 북위 22° 0′ 동경 55° 40′  / 북위 22.000° 동경 55.667°   | 오만                                                                           |                                                                                   |
| 북위 22° 0′ 동경 59° 39′  / 북위 22.000° 동경 59.650°   | 인도양                                                                         | 아라비아해                                                                        |
| 북위 22° 0′ 동경 69° 10′  / 북위 22.000° 동경 69.167°   | 인도                                                                           | 구자라트주 - 카티아와르 반도                                                      |
| 북위 22° 0′ 동경 72° 14′  / 북위 22.000° 동경 72.233°   | 인도양                                                                         | 캄바트만                                                                          |
| 북위 22° 0′ 동경 72° 30′  / 북위 22.000° 동경 72.500°   | 인도                                                                           | 구자라트주 마하라슈트라주 차티스가르주 오디샤주 서벵골주                          |
| 북위 22° 0′ 동경 89° 5′  / 북위 22.000° 동경 89.083°    | 방글라데시                                                                     | 갠지스 삼각주의 여러 섬들을 통과                                                  |
| 북위 22° 0′ 동경 90° 41′  / 북위 22.000° 동경 90.683°   | 인도양                                                                         | 벵골만                                                                            |
| 북위 22° 0′ 동경 91° 53′  / 북위 22.000° 동경 91.883°   | 방글라데시                                                                     |                                                                                   |
| 북위 22° 0′ 동경 92° 36′  / 북위 22.000° 동경 92.600°   | 인도                                                                           | 약 3km                                                                            |
| 북위 22° 0′ 동경 92° 38′  / 북위 22.000° 동경 92.633°   | 미얀마                                                                         |                                                                                   |
| 북위 22° 0′ 동경 92° 53′  / 북위 22.000° 동경 92.883°   | 인도                                                                           | 약 4km                                                                            |
| 북위 22° 0′ 동경 92° 56′  / 북위 22.000° 동경 92.933°   | 미얀마                                                                         | 약 5km                                                                            |
| 북위 22° 0′ 동경 92° 58′  / 북위 22.000° 동경 92.967°   | 인도                                                                           | 약 3km                                                                            |
| 북위 22° 0′ 동경 93° 0′  / 북위 22.000° 동경 93.000°    | 미얀마                                                                         |                                                                                   |
| 북위 22° 0′ 동경 99° 59′  / 북위 22.000° 동경 99.983°   | 중화인민공화국                                                                 | 윈난성 - 시솽반나 다이족 자치주 징훙시 북쪽 통과                                  |
| 북위 22° 0′ 동경 101° 37′  / 북위 22.000° 동경 101.617° | 라오스                                                                         |                                                                                   |
| 북위 22° 0′ 동경 102° 29′  / 북위 22.000° 동경 102.483° | 베트남                                                                         |                                                                                   |
| 북위 22° 0′ 동경 106° 41′  / 북위 22.000° 동경 106.683° | 중화인민공화국                                                                 | 광시성 (약 4km)                                                                   |
| 북위 22° 0′ 동경 106° 44′  / 북위 22.000° 동경 106.733° | 베트남                                                                         | 약 6km                                                                            |
| 북위 22° 0′ 동경 106° 48′  / 북위 22.000° 동경 106.800° | 중화인민공화국                                                                 | 광시성 광둥성                                                                     |
| 북위 22° 0′ 동경 113° 22′  / 북위 22.000° 동경 113.367° | 남중국해                                                                       |                                                                                   |
| 북위 22° 0′ 동경 113° 44′  / 북위 22.000° 동경 113.733° | 중화인민공화국                                                                 | 마카오 12km 남단의 완산 군도(광둥성) 통과                                         |
| 북위 22° 0′ 동경 113° 50′  / 북위 22.000° 동경 113.833° | 남중국해                                                                       |                                                                                   |
| 북위 22° 0′ 동경 114° 8′  / 북위 22.000° 동경 114.133°  | 중화인민공화국                                                                 | 홍콩 20km 남단의 완산 군도(광둥성) 통과                                           |
| 북위 22° 0′ 동경 114° 13′  / 북위 22.000° 동경 114.217° | 남중국해                                                                       |                                                                                   |
| 북위 22° 0′ 동경 120° 41′  / 북위 22.000° 동경 120.683° | 중화민국                                                                       | 타이완섬 ( 중화인민공화국이 영유권을 주장)                                        |
| 북위 22° 0′ 동경 120° 52′  / 북위 22.000° 동경 120.867° | 태평양                                                                         | 중화민국 란위섬 ( 중화인민공화국이 영유권을 주장) 남쪽을 통과                     |
| 북위 22° 0′ 서경 160° 6′  / 북위 22.000° 서경 160.100°  | 미국                                                                           | 하와이주 니하우섬                                                                 |
| 북위 22° 0′ 서경 160° 3′  / 북위 22.000° 서경 160.050°  | 태평양                                                                         |                                                                                   |
| 북위 22° 0′ 서경 159° 46′  / 북위 22.000° 서경 159.767° | 미국                                                                           | 하와이주 카우아이섬                                                               |
| 북위 22° 0′ 서경 159° 21′  / 북위 22.000° 서경 159.350° | 태평양                                                                         | 멕시코 마리아 군도 북쪽을 통과                                                    |
| 북위 22° 0′ 서경 105° 39′  / 북위 22.000° 서경 105.650° | 멕시코                                                                         |                                                                                   |
| 북위 22° 0′ 서경 97° 43′  / 북위 22.000° 서경 97.717°   | 멕시코만                                                                       |                                                                                   |
| 북위 22° 0′ 서경 84° 36′  / 북위 22.000° 서경 84.600°   | 쿠바                                                                           |                                                                                   |
| 북위 22° 0′ 서경 84° 0′  / 북위 22.000° 서경 84.000°    | 카리브해                                                                       | 바타바노만 - 쿠바 후벤투드섬 북쪽을 통과 카조네스만 - 쿠바 사파타반도 남쪽을 통과 |
| 북위 22° 0′ 서경 80° 23′  / 북위 22.000° 서경 80.383°   | 쿠바                                                                           |                                                                                   |
| 북위 22° 0′ 서경 77° 38′  / 북위 22.000° 서경 77.633°   | 대서양                                                                         | 바하마의 섬들을 통과 터크스 케이커스 제도(영국령) - 노스케이커스섬의 북쪽 통과    |
| 북위 22° 0′ 서경 16° 52′  / 북위 22.000° 서경 16.867°   | 서사하라                                                                       | 모로코가 영유권을 주장                                                            |
| 북위 22° 0′ 서경 13° 4′  / 북위 22.000° 서경 13.067°    | 모리타니                                                                       |                                                                                   |
| 북위 22° 0′ 서경 6° 13′  / 북위 22.000° 서경 6.217°     | 말리                                                                           |                                                                                   |
| 북위 22° 0′ 서경 0° 9′  / 북위 22.000° 서경 0.150°      | 알제리                                                                         |                                                                                   |

## 같이 보기
- 북위 21도
- 북위 23도